# 阿爾及爾車站

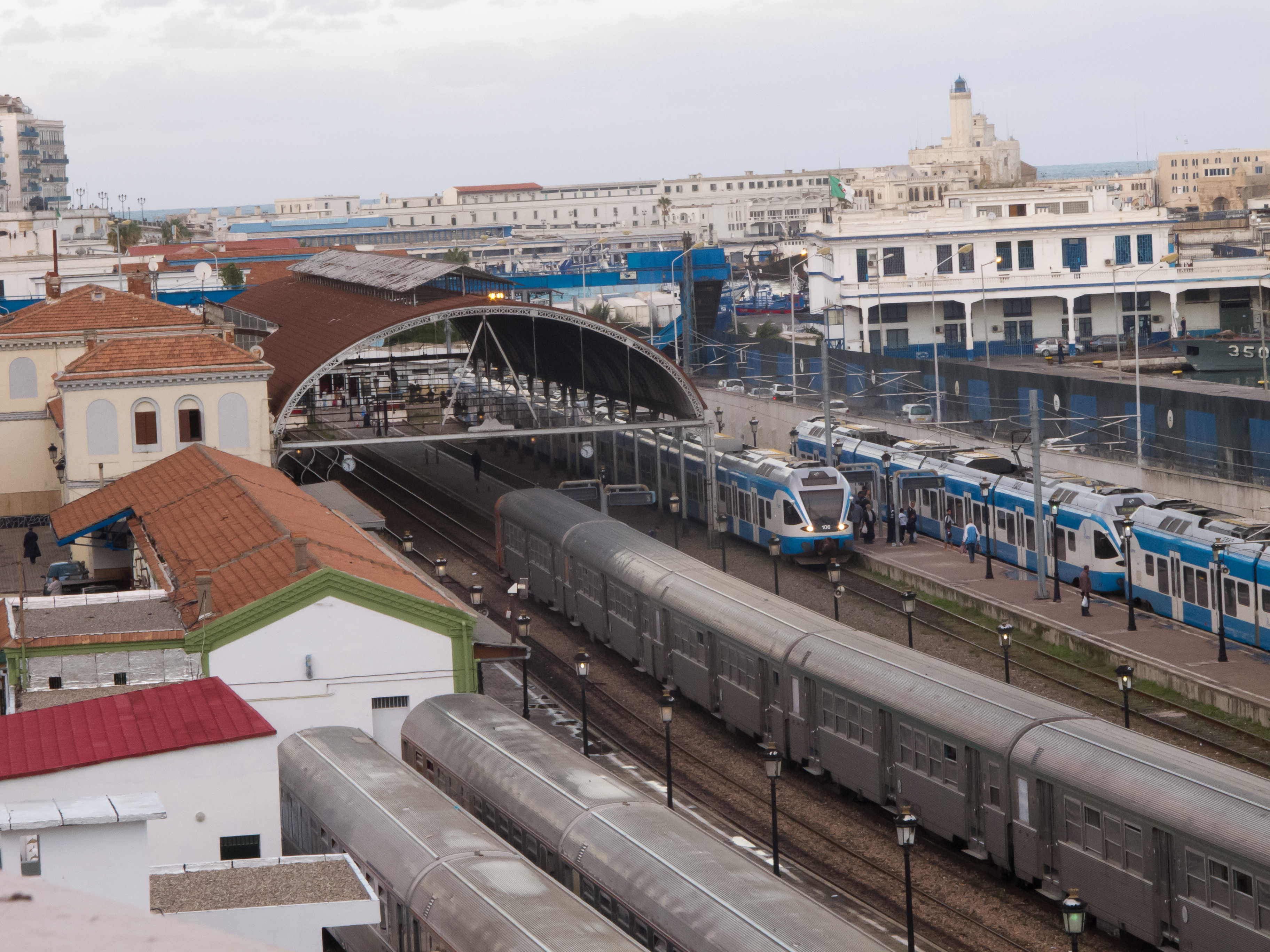
車站景觀

阿爾及爾車站（法語：Gare d'Alger、阿拉伯语：‎）是位於阿爾及利亞首都阿爾及爾的一座鐵路車站，啟用於1862年，目前的車站建築可以追溯到20世紀初，現由阿爾及利亞鐵路SNTF營運。阿爾及爾車站被認為是阿爾及爾市的樞紐車站。